# Kvajáva brazilská

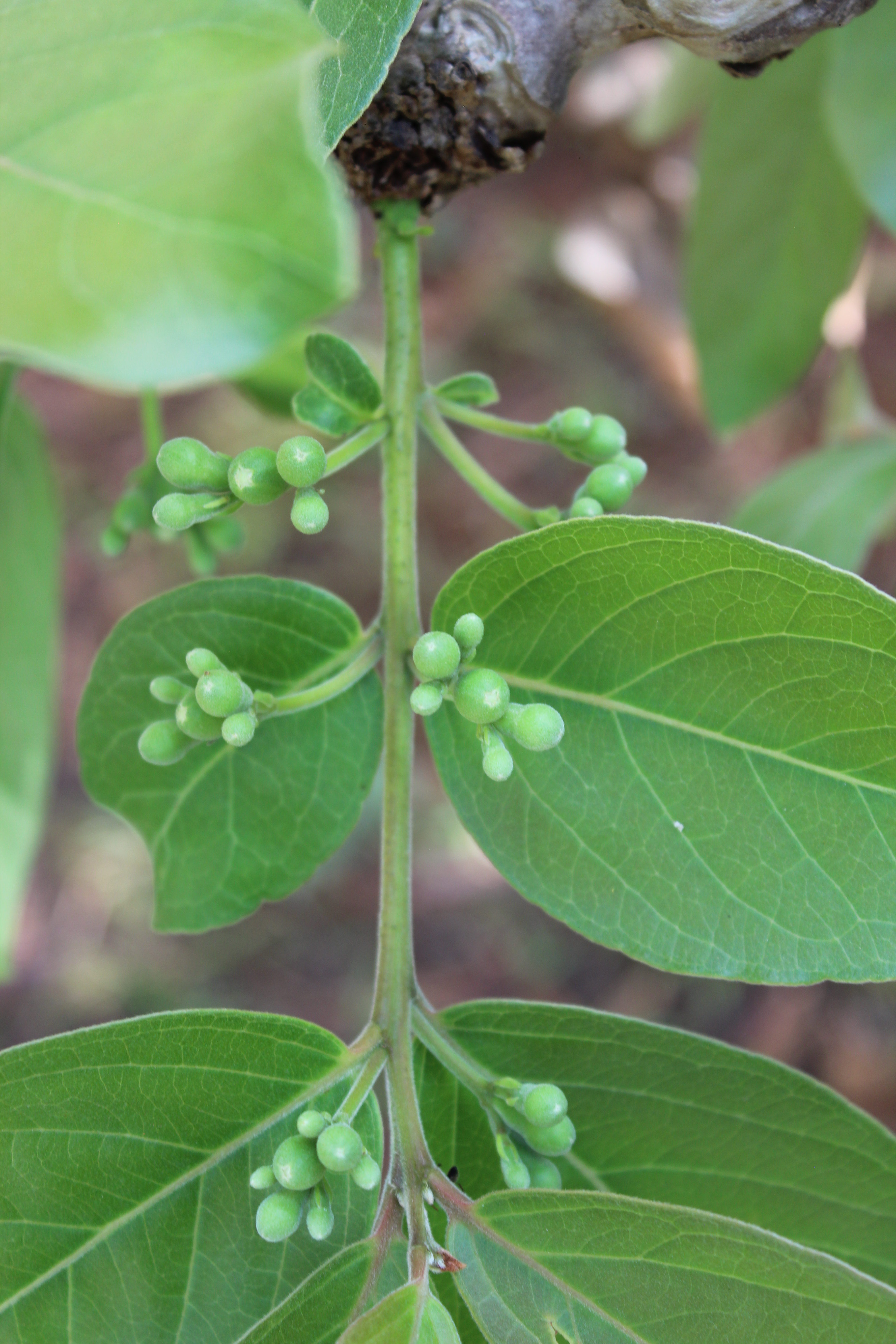
Listy a pupeny květů

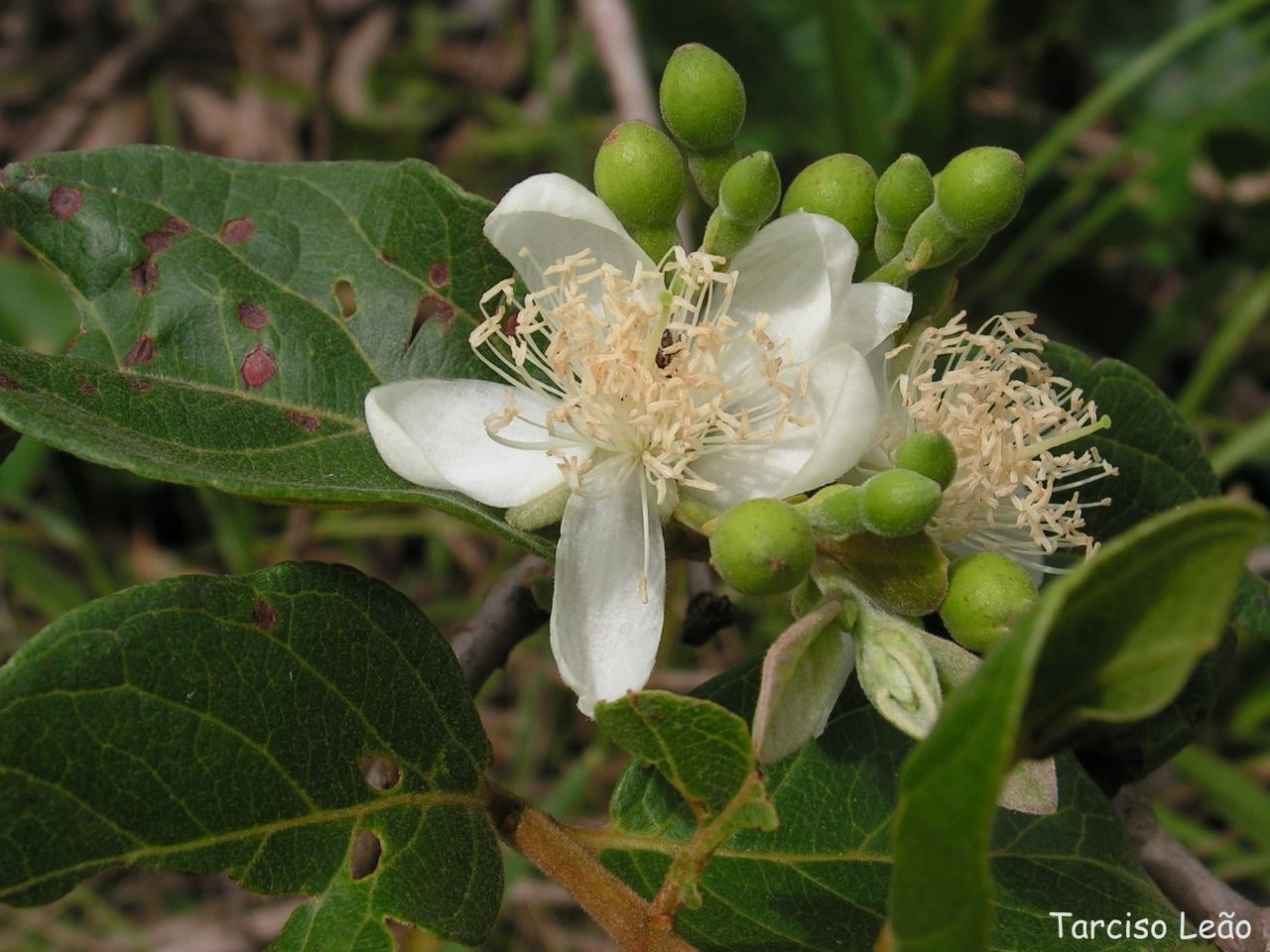
Rozvitý květ

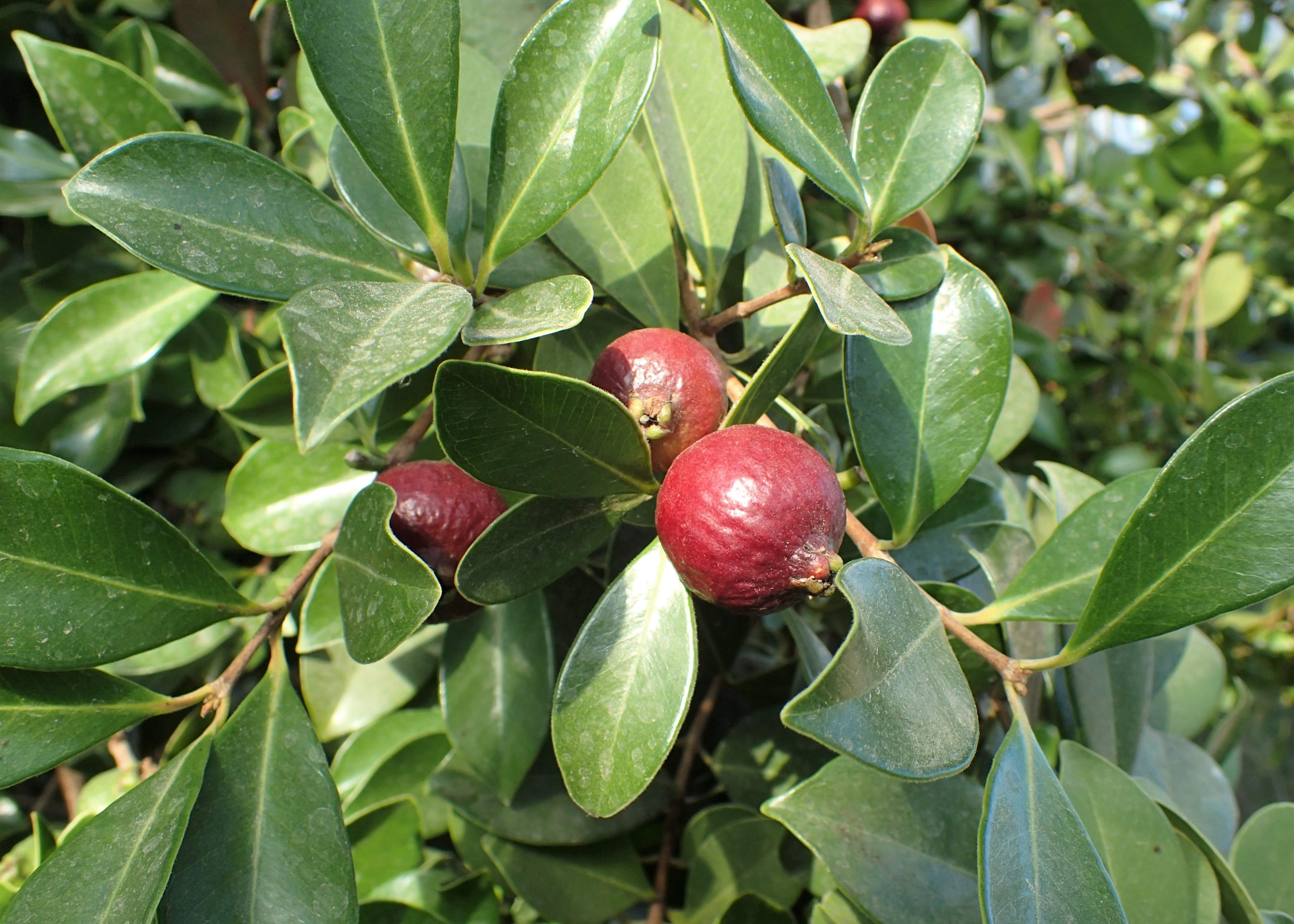
Odrůda plodů s červenou kůži

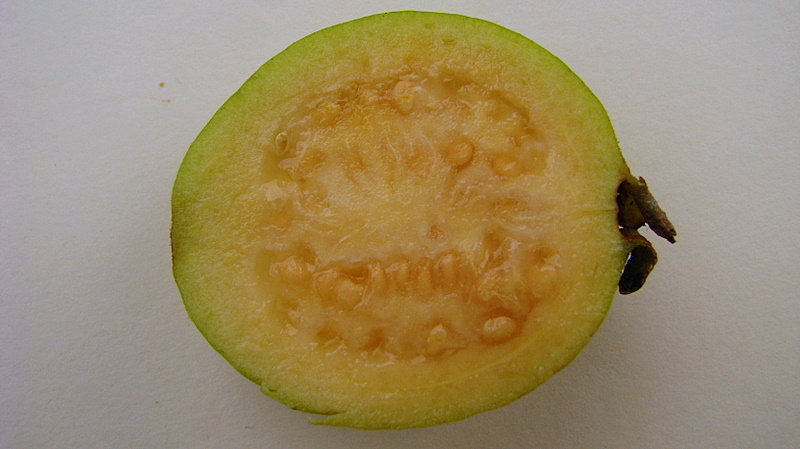
Rozpůlený plod

Kvajáva brazilská (Psidium guineense) je malý stálezelený strom či keř s kožovitými listy, plodící drobné sladké a vonné plody. Jeho vědecké druhové jméno guineense pochází z mylného přesvědčení botanika který rostlinu popsal, že pochází ze západní Afriky, z oblasti okolo Guinejského zálivu.

## Rozšíření
Dřevina pochází z Ameriky, kde její přirozený areál zahrnuje území ohraničené na severu jihem Mexika, přes ostrovy Karibiku, státy Střední Ameriky a až po argentinské provincie Corrientes a Misiones v Jižní Americe.
Následně byla lidmi vysázena do Indie a Bangladéše v Asii, do Angoly, Konžské demokratické republiky, Gabonu, Pobřeží slonoviny, Tanzanie a Zairu v Africe a na Novou Kaledonii i další ostrovy v Pacifiku. V některých oblastech Tanzanie se rozšířila natolik, že je považována za invazní druh, kdežto například v Indii se začlenila do tamní běžné přírody.

## Ekologie
Roste v celoročně vlhkém i sezónně suchém tropickém biomu. Vyskytuje se v lesních houštinách, stejně jako v otevřených dubových či borových lesích, na otevřených planinách i na kamenitých stráních, v nadmořské výšce od 80 po 2400 metrů nad mořem. Roste rovněž v pobřežních oblastech, nesnáší však zasolenou či bahnitou půdu, stejně jako pokles teploty k bodu mrazu. Snese mírně zastíněné stanoviště, preferuje však plný sluneční svit. Většinou nevytváří souvislé porosty, její populace bývá poměrně fragmentovaná.
Objevuje se také na narušených územích, v opuštěných zemědělských oblastech, na místech s vypálenou či vykácenou vegetací nebo po okrajích cest či vodních toků. Je rostlinou, jež v období sucha, v závislosti na svém stanovišti, částečně shazuje listy. Může dorůst do výše až 7 m, obvykle je však menší. Roste poměrně pomalu, v horších přírodních podmínkách se vyvíjí jako keř vysoký ne více než 3 m.

## Popis
Může se vyvínout jako strom do maximální výšky 7 m, jeho kmen nebývá v průměru širší než 10 cm, nebo jako keř dorůstající do 3 m. Kůra kmene je hladká a obdobně jako u válcovitých či mírně zploštělých větví je šedavá, mladé větvičky jsou rezavě chlupaté.
Listy bez palistů jsou běžně zelené, za velkého sucha žlutohnědé až červenohnědé, na svrchní straně bývají tmavší. Jsou tuhé, jednoduché, celistvé, protilehlé a rostou na řapících dlouhých 6 až 12 mm. Bývají eliptické až vejčité, dlouhé 6 až 14 cm a široké 4 až 8 cm, na bázi jsou tupé nebo zaoblené a vrcholu okrouhlé nebo hrotité. Po obvodě bývají někdy jemně zubaté, na lícní straně jsou řídce chlupaté a na rubové pokryté světlými chlupy a zřetelně porostlé žlázkami, mají průsvitné žláznaté tečky a pět až deset párů postranních žilek vedoucích vzestupně pod úhlem 45°.
Květy vyrůstají z paždí listů jednotlivě nebo ve shlucích po třech, jejich květenství má stopku dlouhou asi 2 cm, střední květ je téměř přisedlý a dva postranní mají stopky asi 1 cm. Květy mají krátké čárkovité listence, elipsoidní češuli dlouhou 5 mm, uzavřený kalich rozeklaný do čtyř či pěti laloků a eliptické bílé korunní lístky dlouhé asi 10 mm. Tyčinek, vystupujících z květu, bývá mezi sto padesáti až třemi sty a jsou obvykle o málo kratší než asi 10 mm dlouhá čnělka nesoucí štítnatou bliznu. Semeník je tří nebo čtyřdílný, obsahuje v oddíle po padesáti až stovce vajíček. Vonné květy jsou opylovány v noci hlavně netopýry a přes den také hmyzem.
Plody jsou bobule kulovitého či hruškovitého tvaru, ve zralosti jsou světle žluté, dlouhé až 3 cm a široké do 2,5 cm, mívají i ve zralostí připojené vytrvalé drobné kališní lístky. Pod pevnou slupkou, exokarpem mají svrchu žlutou a dále ku středu bílou dužinu, pevnou i v plné zralosti. Druh se rozmnožuje semeny, která po okolí roznášejí ptáci, netopýři, opice, kopytníci i drobní savci konzumující spadané plody. Poprvé může rostlina za příhodných podmínek kvést již ve druhém či třetím roce.

## Význam
Dřevo stromu je pevné a používá se pro násady domácích i zemědělských nástrojů, často se pro svou malou tloušťku využívá na plotové sloupky. Odvary z kůry a kořenů se používají proti průjmu, úplavici i k léčbě nemoci močových cest. Z listů se vaří čaj proti nachlazení a bronchitidě. Šťáva z nezralých plodů se zase používá k léčbě žaludeční nevolnosti i nemoci dutiny ústní. Kůra je bohatá na tanin a dělají se z ní masti na choroby kůže.
Výzkum ukázal, že esenciální olej ze semen tohoto druhu má antioxidační, protizánětlivé, antiproliferativní a antimykobakteriální vlastnosti a je perspektivní při výrobě léků proti odolným bakteriím Staphylococcus aureus, které často způsobují sepsi ohrožující lidský život.
Dužina ovoce má chuť lehce pryskyřičnou a je pikantně nakyslá, její aroma je podobné jahodě, uvnitř plodu je mnoho semen. Ta jsou tmavá, tvrdá, dlouhá asi 3 mm a v plodu jich bývá sto až dvě stovky. Existují různé odrůdy, některé jsou nahořklé a jiné jsou dostatečně sladké nato, aby je bylo možné jíst jako syrové ovoce, liší se i zbarvením slupky. Plody, které obsahují hodně vitamínu C, se konzervují, dělá se z nich želé, používají se na cukrovinky, zhotovují se z nich nápoje, a hlavně jsou vhodné pro přímou konzumaci. V porovnání s mnohem známější kvajávou hruškovou je kvajáva brazilská mimo míst kde roste téměř neznámá a je pouze místně ekonomicky významná. Tento druh je Mezinárodním svazem ochrany přírody (IUCN) hodnocen jako málo dotčený taxon (LC).